# Bundesstraße 57
Die Bundesstraße 57 (Abkürzung: B 57) ist eine Bundesstraße in Deutschland. Sie verläuft in drei Abschnitten von Kleve bis Rheinberg, innerhalb Krefelds und von Mönchengladbach durch Aachen bis zur belgischen Grenze bei Köpfchen.

## Geschichte
Der Ursprung der Bundesstraße geht auf die französische Herrschaft in der napoleonischen Zeit zurück. 1795 wurde mit dem Bau der geradlinigen Route d'Aix la Chapelle á Crefeld abschnittweise begonnen und 1812 beendet. Sie stellte die direkte Verbindung im Département de la Roer zwischen Aachen und Krefeld her.
Im Jahre 1839 wurde die heutige B 57 durch die preußische Verwaltung als Aachen-Krefelder Landstraße angelegt. Diese Landstraße wurde 1932 zwischen Aachen und Moers zur Fernverkehrsstraße 57 (FVS 57), 1934 in Reichsstraße 57 umbenannt, erhoben. Diese Reichsstraße wurde 1937 nördlich über Xanten bis nach Kleve und 1940 nach der deutschen Besetzung Belgiens südlich über Eupen, Malmünd, Luxemburg, Diedenhofen (mit Anschluss an die R 327) und Metz bis nach Hemingen verlängert.
Ursprünglich verlief die Strecke von Kleve über Krefeld und Mönchengladbach nach Aachen. Der Streckenabschnitt von Rheinberg bis Krefeld wurde jedoch durch die BAB 57 ersetzt, während der Abschnitt Krefeld–Mönchengladbach heute auf demselben Gebiet ein Teil der BAB 44 ist.
1937/1938 erfolgte um Erkelenz der Bau einer Umgehungsstraße (die heutige Krefelder Straße zwischen der Kreuzung Aachener Straße / Antwerpener Straße / Goswinstraße und dem Ziegelweiher), um den Stadtkern zu entlasten. Aufgrund des Wachstums der Stadt lag die Umgehungsstraße jedoch bereits wenige Jahre nach dem Zweiten Weltkrieg wieder im Stadtkern, so dass 1975 eine neue (zweite) Umgehungsstraße um Erkelenz erbaut wurde welche fortan als B 57 geführt wird.
Bis zum Bau des Kurt-Koblitz-Ring im Jahr 1990, durchquerte die Bundesstraße entlang der Grube Anna das Stadtzentrum von Alsdorf.
Am 19. September 1995 wurde die Umgehungsstraße als B 57n um den Mönchengladbacher Stadtteil Rheindahlen eingeweiht.
Bis zum Bau einer Umgehung (21. Dezember 2008) durchschnitt die Straße das Freilichtmuseum LVR-Archäologischer Park Xanten.
Im Herbst 2011 wurde der erste Abschnitt der Umgehung B 57n für Baesweiler geöffnet, was insbesondere für den verbesserten Anschluss der stetig wachsenden Gewerbegebiete in Baesweiler und Übach-Palenberg-Holthausen nötig war; der Abschluss der Arbeiten fand im Februar 2014 mit der Freigabe des südlichen Teilstückes des Umfahrung statt.
Im nördlichen Stadtgebiet von Aachen führt sie als Krefelder Straße dem früheren Sandkaulsteinweg an dem Sportpark Soers mit dem Tivoli und dem Reitstadion vorbei. Dieser Abschnitt wurde Mitte der 1970er Jahre vierstreifig ausgebaut.
Im südlichen Stadtgebiet führt die B 57 an Alt-Linzenshäuschen vorbei und endet heute als Eupener Straße an der Grenze zu Belgien am Übergang Aachen-Köpfchen mit Anbindung an die belgische N68.

## Bundesstraße 57n
In den 1970er Jahren gab es die Planung eine autobahnähnliche Bundesstraße 57n zur Entlastung der B 57 anzulegen. Es war geplant von der Anschlussstelle Aachen-Zentrum an der heutigen BAB 4 (damals A 71) durch das Tal der Wurm unter Umgehung von Würselen, Alsdorf, Baesweiler, Erkelenz, Mönchengladbach, Viersen, Krefeld bis Duisburg verlaufen zu lassen. Gegen den Bau regte sich jedoch Widerstand von Bürgern, da die B 57n durch das heutige Naturschutzgebiet Wurmtal führen sollte. Die Planung wurde mit dem Bundesverkehrswegeplan 1980, bei dem hauptsächlich aus Kostengründen insgesamt 7.000 km geplante Strecken gestrichen wurden, ebenfalls verworfen.
So wurden lediglich einzelne Ortsumgehungen verwirklicht, die heute als B 57n auf die damaligen Planungen aufbauen. 
Würselen hat jedoch bis heute keine Ortsumgehung und somit quält sich tagtäglich der Verkehr der B57 durch die Stadt.

## Überquerte Gewässer
- die Hohe Ley, ein Fluss zwischen Kalkar und Xanten
- die Niers, beim Ende der A 44 in Mönchengladbach OT Neuwerk
- die Rur und der Teichbach bei Linnich
- der Malefinkbach bei Körrenzig
- der Baaler Bach in Baal
- der Broichbach in Alsdorf
- die Wurm in Aachen

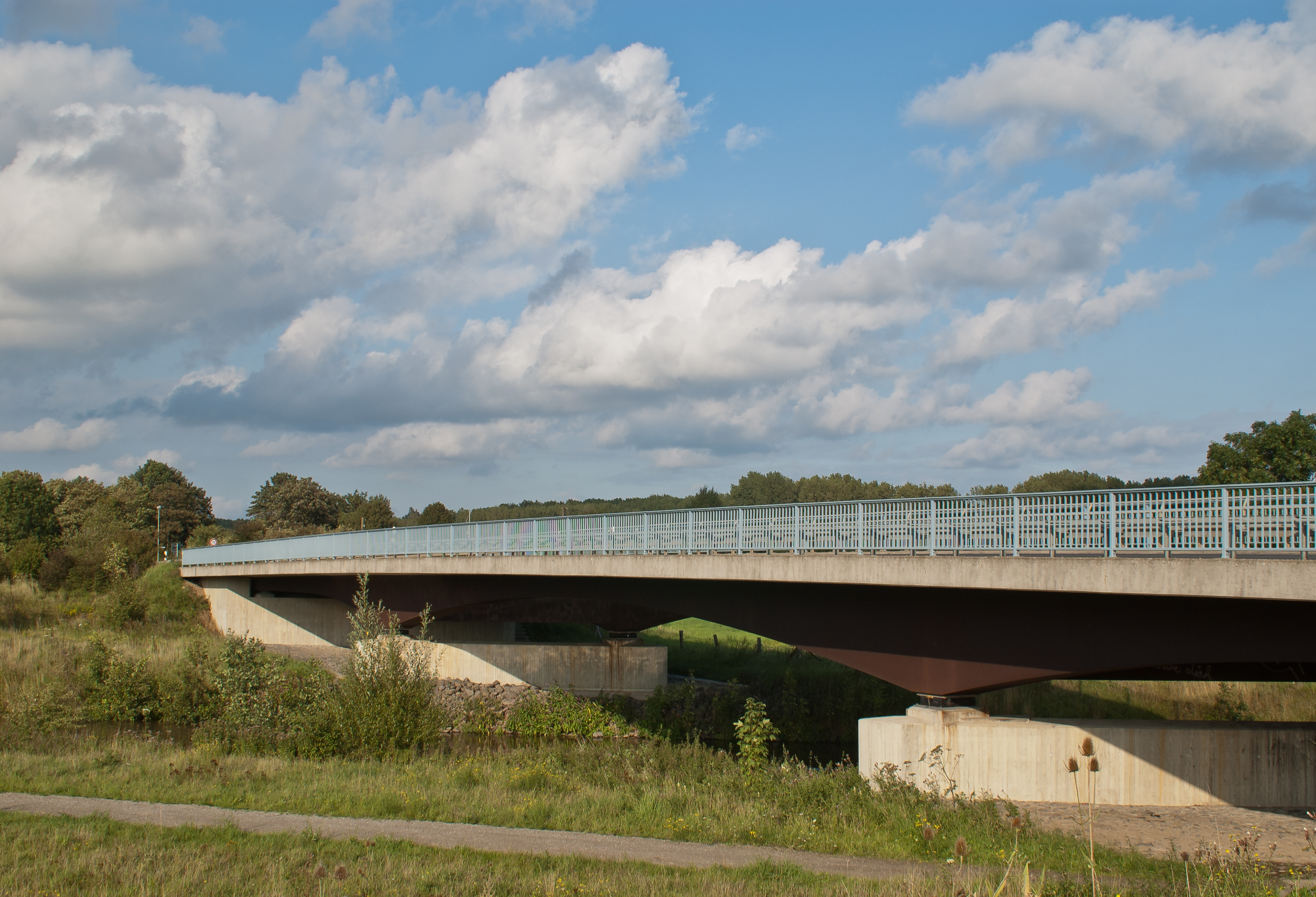
Bundesstraße 57  bei Linnich (Rurbrücke)
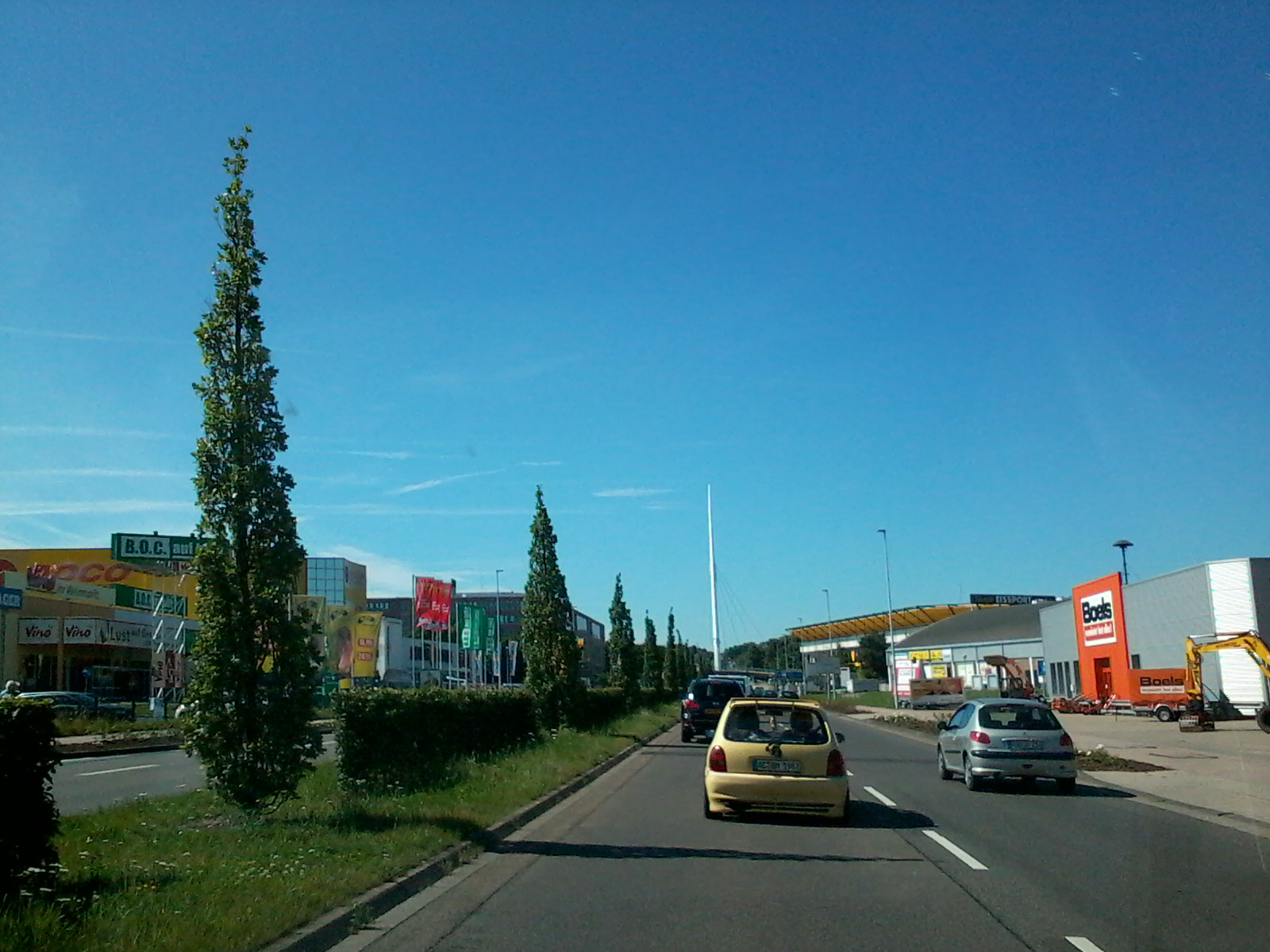
B57, CHIO-Brücke und Tivoli
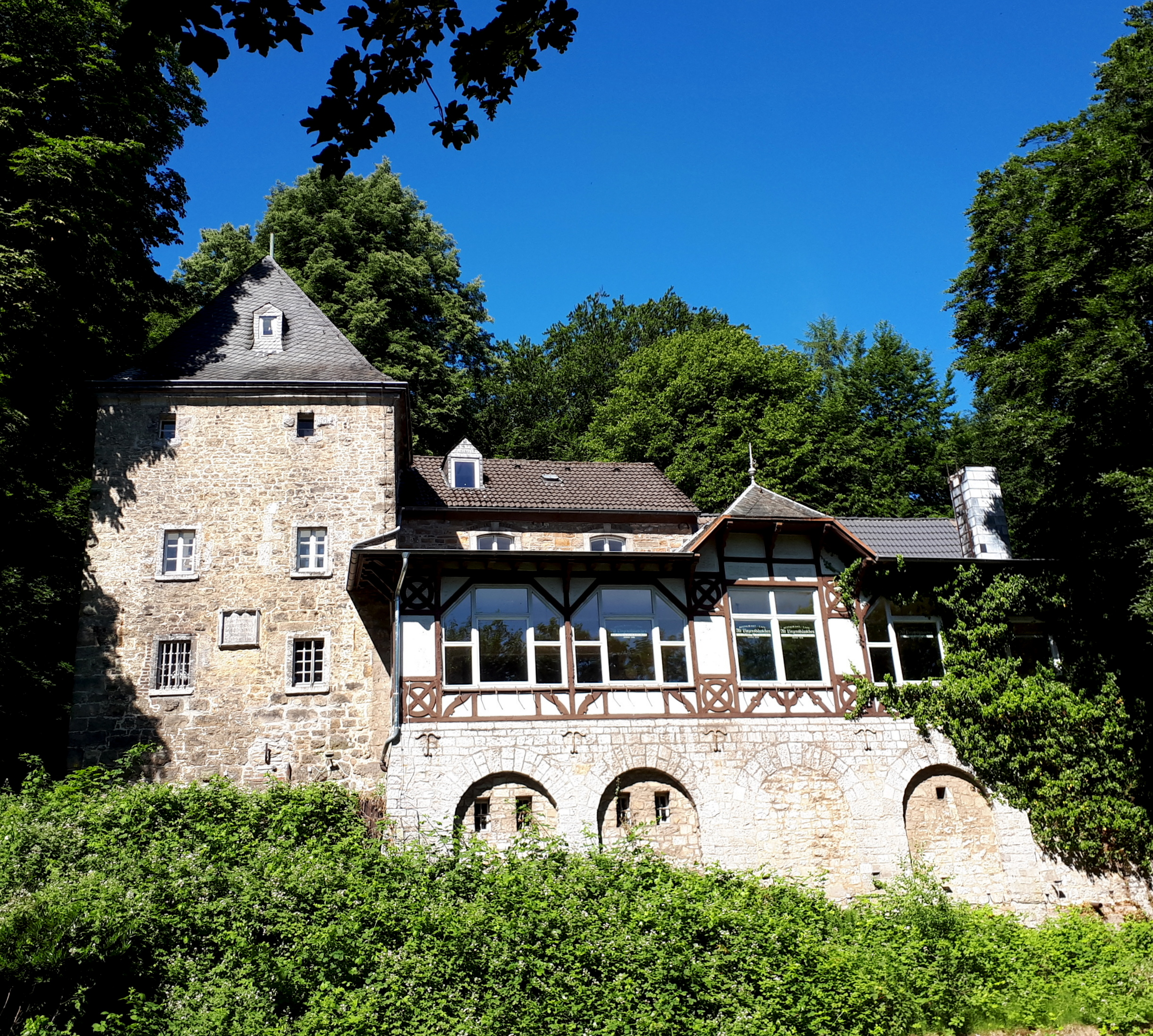
Alt-Linzenshäuschen
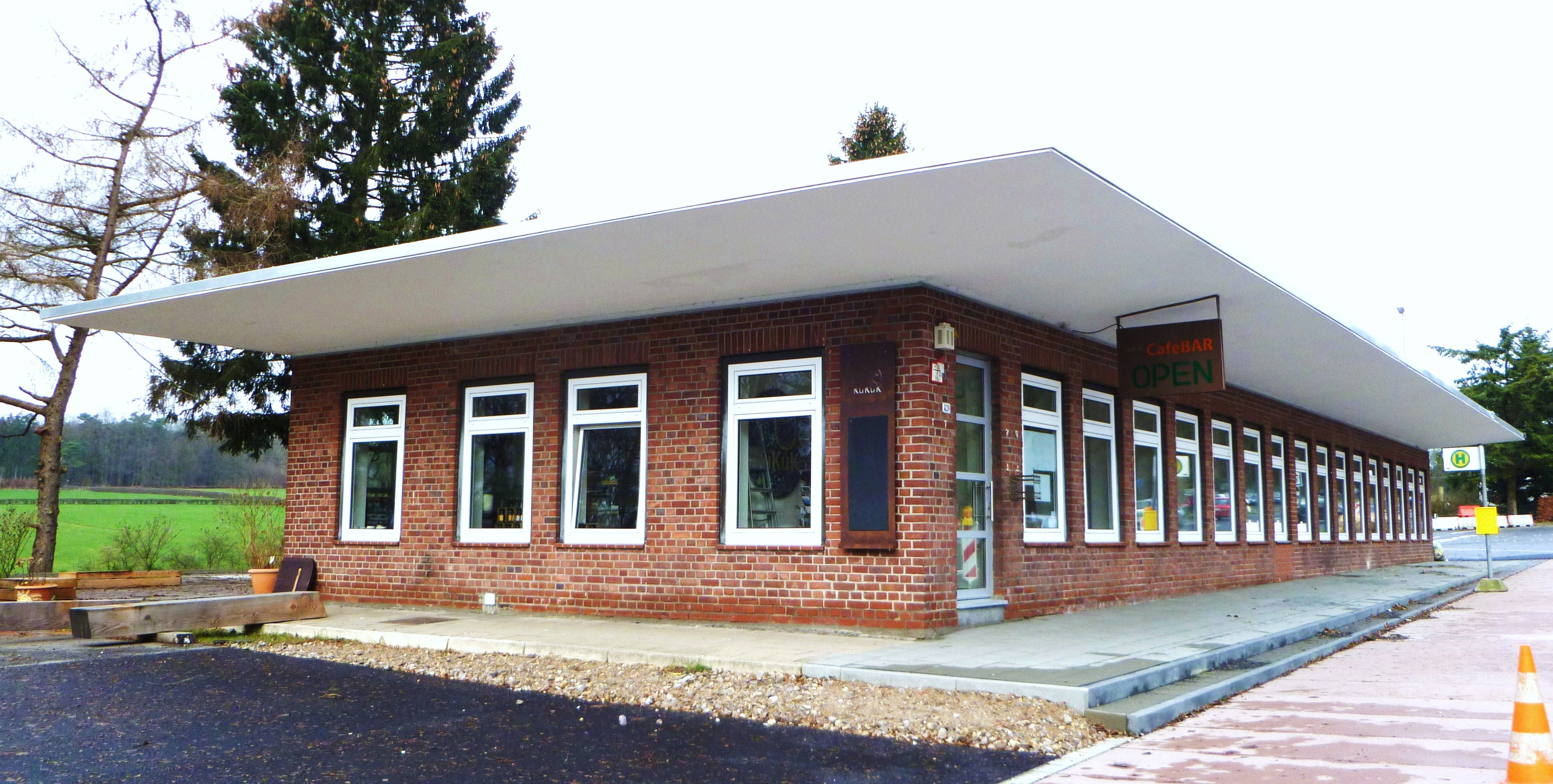
Endpunkt der B 57 am Grenzübergang Aachen-Köpfchen